# Keanu Baccus
Keanu Baccus (Durban, 1998. június 7. –) ausztrál válogatott labdarúgó, a skót  St. Mirren középpályása.

## Pályafutása

### Klubcsapatokban
Baccus a dél-afrikai Durban városában született. Az ifjúsági pályafutását a Western Sydney Wanderers akadémiájánál kezdte.
2017-ben mutatkozott be a Western Sydney Wanderers első osztályban szereplő felnőtt keretében. 2022. július 1-jén kétéves szerződést kötött a skót első osztályban érdekelt St. Mirren együttesével. Először a 2022. július 31-ei, Motherwell ellen 1–0-ra elvesztett mérkőzésen lépett pályára. Első gólját 2022. augusztus 27-én, a Hibernian ellen hazai pályán 1–0-ás győzelemmel zárult találkozón szerezte meg.

### A válogatottban
Baccus az U23-as korosztályú válogatottban képviselte Ausztráliát. Tagja volt a 2020-as tokiói olimpiára küldött nemzeti keretnek is.
2022-ben debütált a felnőtt válogatottban. Először a 2022. szeptember 25-ei, Új-Zéland ellen 2–0-ra megnyert mérkőzés 83. percében, Connor Metcalfet váltva lépett pályára.

## Statisztikák
2023. május 27. szerint
| Klub                     | Szezon   | Osztály              | Bajnokság | Bajnokság | Kupa  | Kupa | Nemzetközi | Nemzetközi | Összesen | Összesen |
| Klub                     | Szezon   | Osztály              | Meccs     | Gól       | Meccs | Gól  | Meccs      | Gól        | Meccs    | Gól      |
| ------------------------ | -------- | -------------------- | --------- | --------- | ----- | ---- | ---------- | ---------- | -------- | -------- |
| Western Sydney Wanderers | 2016–17  | A-League             | 3         | 0         | 0     | 0    | —          | —          | 3        | 0        |
| Western Sydney Wanderers | 2017–18  | A-League             | 14        | 0         | 0     | 0    | 1          | 0          | 15       | 0        |
| Western Sydney Wanderers | 2018–19  | A-League             | 24        | 3         | 2     | 0    | —          | —          | 26       | 3        |
| Western Sydney Wanderers | 2019–20  | A-League             | 20        | 1         | 3     | 0    | —          | —          | 23       | 1        |
| Western Sydney Wanderers | 2020–21  | A-League             | 25        | 1         | 0     | 0    | —          | —          | 25       | 1        |
| Western Sydney Wanderers | 2021–22  | A-League             | 20        | 1         | 1     | 0    | —          | —          | 21       | 1        |
| Western Sydney Wanderers | Összesen | Összesen             | 106       | 6         | 6     | 0    | 1          | 0          | 113      | 6        |
| St. Mirren               | 2022–23  | Scottish Premiership | 33        | 2         | 3     | 0    | —          | —          | 36       | 2        |
| Összesen                 | Összesen | Összesen             | 139       | 8         | 9     | 0    | 1          | 0          | 149      | 8        |

### A válogatottban
| Válogatott | Év       | Pályára lépés | Gól |
| ---------- | -------- | ------------- | --- |
| Ausztrália | 2022     | 5             | 0   |
| Ausztrália | 2023     | 2             | 0   |
| Összesen   | Összesen | 7             | 0   |